# Type code
Type code (укр. код типу) — є єдиним механізмом для визначення формату файлу, що використовується в класичних версіях Mac OS. Код типу складається з чотирьох байт (цю послідовність називають OSType або ResType). Наприклад, кодом типу для виконуваного файлу є послідовність APPL. Ця послідовність зберігається на рівні файлової системи, у вигляді метаданих, а не в самому файлі.
Mac OS X зберегла коди типу, але також підтримує і розширення імен файлів, що одержали широке поширення завдяки їх використанню в системах PDP-11, CP/M, MS-DOS та пізніших, і згодом стали стандартом де-факто.
Type code не призначений для зміни користувачем, проте спеціалізовані програми дозволяють його переглядати і редагувати, в першу чергу — консольні утиліти GetFileInfo і SetFile, які входять в інструменти розробника (і розташовуються за шляхом /Developer/Tools), а також утиліта ResEdit (доступна лише у класичній Mac OS).
Починаючи з версії 10.4 в OS X з'явилася підтримка Uniform Type Identifiers, які повинні замінити коди типу і розширення файлових імен.